# Паллавичини, Алераме-Мария
Алераме Мария Паллавичини (итал. Alerame Maria Pallavicini; Генуя, 30 сентября 1730 — Генуя, 30 декабря 1805) — дож Генуэзской республики.

## Биография
Родился в Генуе в 1730 году. О его молодости и государственной службе ничего не известно.
Был избран дожем в 1789 году, 181-м в истории Генуи. Во время своего правления пытался открыть диалог с Паскалем Паоли, чтобы вернуть Генуе контроль над Корсикой.
Его мандат завершился в 1791 году.
Он умер в Генуе в 1805 году.